# Пожар в клубе «Коконат Гроув»
Пожар в ночном клубе «Коконат Гроув» — пожар произошедший 28 ноября 1942 года в бостонском ночном клубе «кокосовая роща» (англ. coconut grove). В результате пожара погибло 492 человек, большинство из которых — от отравления угарным газом (произошедшего из-за короткого замыкания: во время замены электрической лампочки загорелся горючий декор в виде листьев пальмы).
Пожар стал вторым по числу жертв в американской истории на то время (после пожара в чикагском театре «Ирокез» в 1903 году). После пожара были пересмотрены многие американские нормы и правила при строительстве и приёмке зданий с точки зрения пожарной безопасности, действующие до настоящего времени.